# Lil Tay
Tay Tian (Atlanta, 29 de Julho de 2009[carece de fontes?]), conhecida profissionalmente como Lil Tay, é uma personalidade da Internet e cantora americano-canadense. Em 2018, ficou popular por um período de três meses, se auto-proclamando a "jovem mais ostentadora do século", esbanjando sua riqueza. Durante sua curta carreira, ganhou diversas visualizações no YouTube e no Instagram esbanjando carros, apartamentos e dinheiro. Após uma pausa repentina em sua carreira por problemas legais, sua mãe recebeu sua custódia e a cantora retomou sua carreira, voltando a lançar músicas.

## Biografia
Em 2018, quando tinha 9 anos, ela ficou conhecida nas redes sociais e online por um período de três meses, proclamando-se a "mais jovem flexora do século". A sua presença nas redes sociais Instagram e YouTube onde publicava vídeos de rap atraía milhões de visualizações e seguidores, até que foram abruptamente pausados após alegações de que ela havia sido treinada para realizar suas ações nas redes sociais e que nunca teve controle de sua identidade pública.
Em agosto de 2023, Lil Tay e o irmão foram alvos de boatos de morte, após a sua conta de Instagram ter sido alvo de invasão, surgiu uma comunicação da morte de Lil Tay e do irmão. Em uma informação exclusiva para a TMZ, Lil Tay disse que estava viva e o irmão também.
Tay aproveitou para referir que tinham sido as 24 horas mais traumatizantes da vida dela. A família também comunicou que era mentira. Tay recorreu a uma ajuda da META para recuperar a sua conta e apagar o tal comunicado.